# مهادیوی وارما
مهادیوی وارما (انگلیسی: Mahadevi Varma; ۲۶ مارس ۱۹۰۷ – ۱۱ سپتامبر ۱۹۸۷) رمان‌نویس، شاعر، نویسنده داستان کوتاه اهل هند بود.